# Over the Rainbow
För andra betydelser, se Over the Rainbow (olika betydelser).
"Over the Rainbow" med musik av Harold Arlen och text av Yip Harburg, är en av de mest kända sångerna från filmen Trollkarlen från Oz (1939). Sången skrevs speciellt för Judy Garland för att visa hennes talang. Och publiken krävde att hon sjöng den vid alla hennes konserter, det blev hennes signaturmelodi. Sången har, liksom "White Christmas" blivit en symbolsång för USA. Sången kom även högst på listorna "Songs of the Century", som sammanställs av Recording Industry Association of America och National Endowment for the Arts, samt Amerikanska Film Institutets "100 years, 100 songs".

## Moderna versioner
Hundratals artister och grupper har spelat in sina egna versioner av Over The Rainbow. Några av dessa är: The Blanks, Aretha Franklin, Barbra Streisand, Doris Day, Elisabeth Andreassen, Ella Fitzgerald, Eric Clapton, Eva Cassidy, Frank Sinatra, Freddie Wadling, Israel Kamakawiwo'ole, Guns N' Roses, Harry Nilsson, Ingmar Nordströms, Jeff Beck, Jo Stafford, Johnny Mathis, Kyle Lowder, Kylie Minogue, Linda Eder, Martina McBride, Melissa Manchester, Olivia Newton-John, Patti LaBelle, Ray Charles, Sarah Vaughan, Tony Bennett, Vincent Price, Willie Nelson,  samt Judy Garlands döttrar Liza Minnelli och Lorna Luft som har sjungit den på konserter. 
Hawaiianen Israel Kamakawiwo'ole spelade in ett medley av "Over the Rainbow" och Louis Armstrongs What a Wonderful World. Den har varit med på soundtracket till Möt Joe Black, Vem är Forrester? och 50 First Dates. Vincent Price sjöng en version i filmen Dr. Phibes Rises Again.
Electric Light Orchestra inspirerades både av sången Over the Rainbow och filmen Trollkarlen från Oz då de gjorde albumet Eldorado (1974).

## På svenska
"Over the Rainbow" har på svenska blivit översatt till "Nå'nstans högt ovan molnen" i undertexten till Wizard of Oz, men i alla insjungningar kallas den rätt och slätt "Ovan regnbågen". Den sjöngs av musikalen med Trollkarlen från Oz från början av 2000-talet, och av Sven Olof Sandberg. Det svenska dansbandet Bengt Hennings släppte en version av låten på albumet Låt kärleken slå till (2009).